# Клео Пирес
Клео Пирес (полное имя — Клео Пирес Айроса Галван порт. Cleo Pires Ayrosa Galvão; 2 октября 1982, Рио-де-Жанейро, Бразилия) — известная бразильская актриса театра, кино и телевидения.

## Биография
Клео родилась в актёрской семье. Отец — бразильский актёр и певец Фабио Жуниор, мать — известная  бразильская актриса Глория Пирес. Внучка Антонио Карлоса Пиреса, в прошлом известного комедийного актёра.

## Фильмография
1994 — Воспоминания Марии де Мора перед сном (мини-сериал) ...Йонг Мария Маура
2003 — Бенхамин ...Ариела Маша
2005 — Америка ...Лурдина
2006 — Змеи и ящерицы ...Летисия
2008 — Меня зовут не Джонни ...София
2008 — Каменный рынок (сериал) ...Маргарита
2009 — Дороги Индии ...Сурия Ананда
2009 — Лула, сын Бразилии ...Лурдес
2010 — Арагуайа ...Эстрела Какуе
2011 — Любая кошка – дворняжка ...Тати
2012 — Бразильянки ...Анна
2012 — Спаси меня, Святой Георгий от Чаризарда ...Бьянка Фабер
2013 — Время и ветер …Анна Терра
2016 — СуперМакс …Сабрина